# 两广铁角蕨
两广铁角蕨（学名：Asplenium pseudowrightii）为铁角蕨科铁角蕨属下的一个种。

## 扩展阅读
維基物種上的相關：两广铁角蕨